# Trotzenbergtunnel

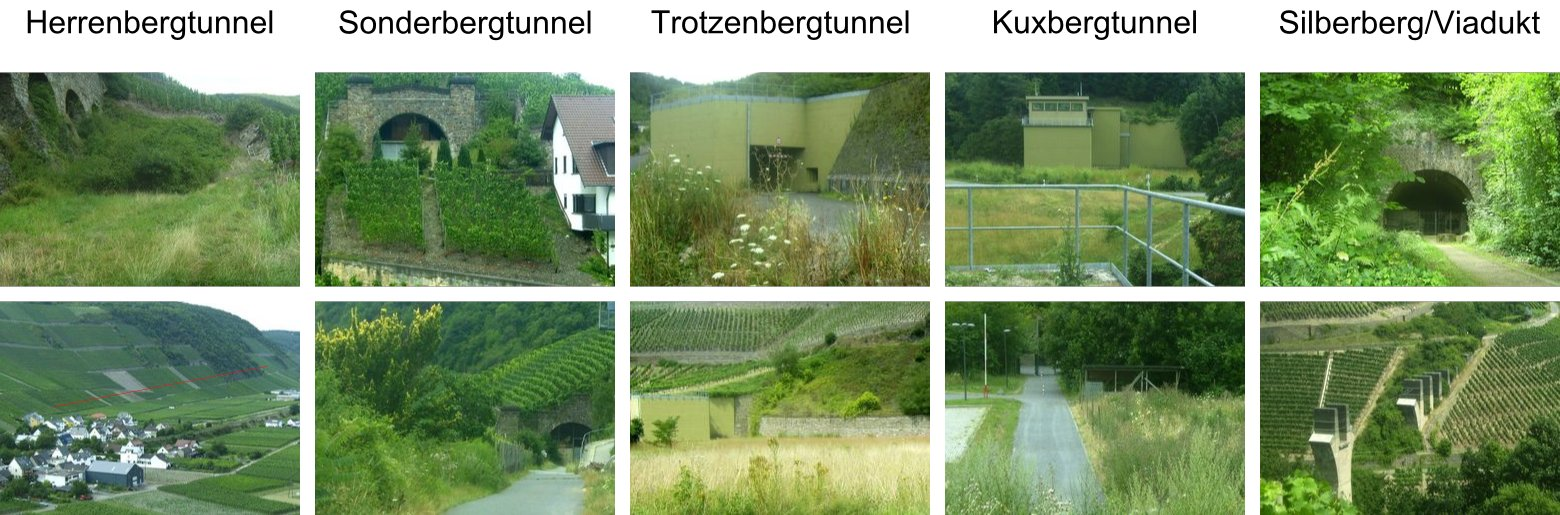
Trotzenbergtunnel (dritte Bilder von links)

Der Trotzenbergtunnel war ursprünglich ein Eisenbahntunnel unter dem Hardtberg bei Marienthal östlich von Dernau, Rheinland-Pfalz. Er war 1340 m lang und sollte Teil der nicht fertiggestellten Ruhr-Mosel-Entlastungslinie (Strategischer Bahndamm) werden. In den 1930er Jahren  bis Sommer 1943 wurden hier Champignons gezüchtet. Ab Oktober 1944 diente der Stollen 3 als Luftschutzbunker für die Bevölkerung.
Er wurde später, wie der Kuxbergtunnel, Teil des Regierungsbunkers in der Zeit des Kalten Krieges. Er bildete die Basis für die drei westlich gelegenen Bauteile BT3 (West-Ost), BT4 (West-Mitte) und BT5 (West-West). Die Portale des Tunnels sind heute noch sichtbar.